# کاتلین سیبیلیوس
کاتلین سبیلیوس (به انگلیسی: Kathleen Sebelius) سیاست‌مدار از حزب دموکرات و وزیر پیشین وزارت بهداشت و خدمات انسانی ایالات متحده آمریکا است.
او از سال ۲۰۰۳ تا ۲۰۰۹ فرماندار ایالت کانزاس بود.
کاتلین سیبیلیوس دارای مدرک کارشناسی ارشد از دانشگاه کانزاس است.
او در سال ۲۰۰۵ توسط نشریهٔ تایم، یکی از ۵ فرماندار برتر آمریکا معرفی شد.

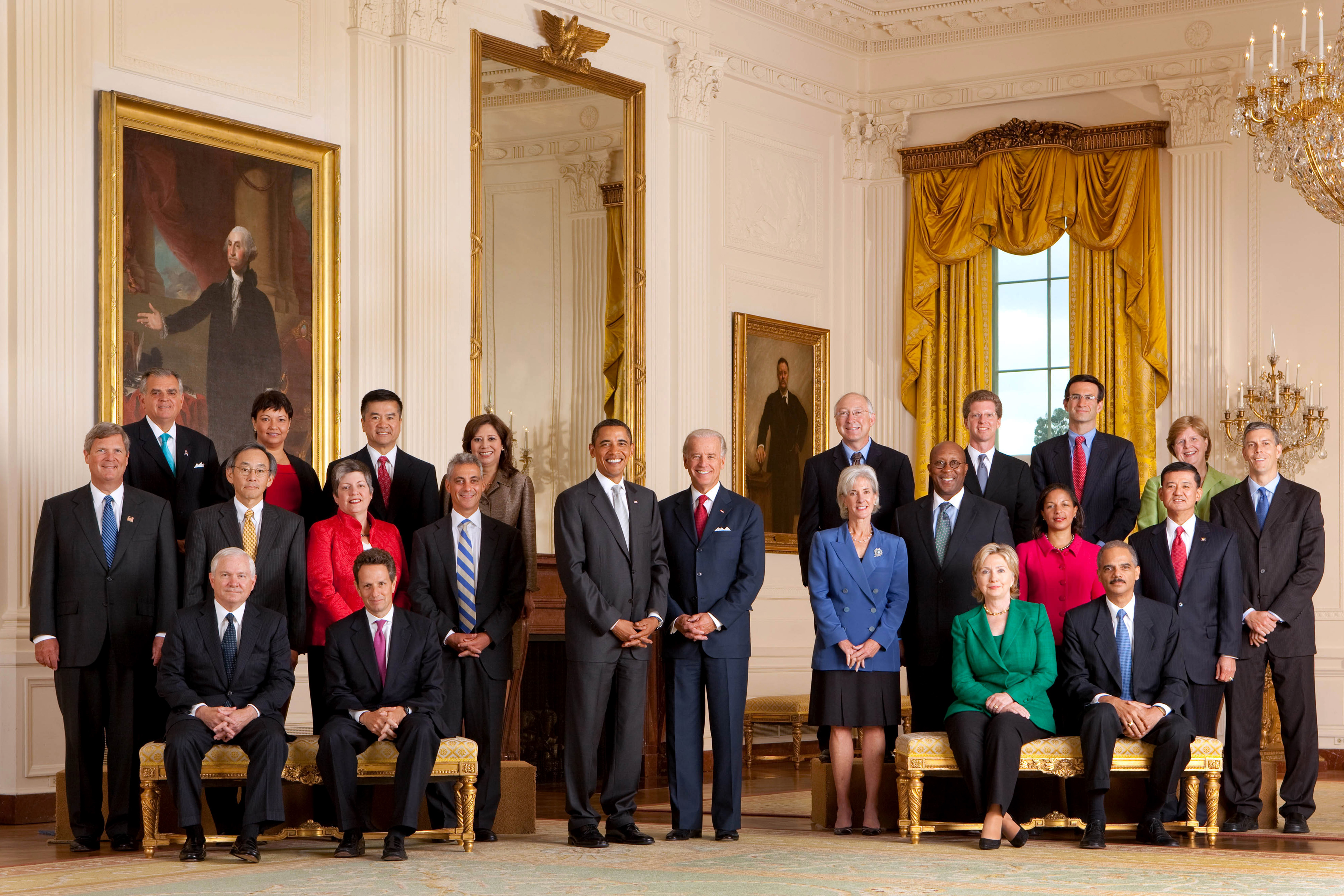
کابینهٔ اول باراک اوباما، رئیس‌جمهور آمریکا، در اتاق شرقی سال ۲۰۰۹ ردیف اول ایستاده از چپ به راست: ری لحود، لیسا جکسون، گری لاک، هیلدا سولیس، باراک اوباما، جو بایدن، کن سالازار، شان داناون، پیتر اورزاگ، کریستینا رومر، آرنی دانکن ردیف دوم ایستاده: تام ویلساک، استیون چو، جنت ناپالیتانو، رام امانوئل، کاتلین سیبیلیوس، ران کرک، سوزان رایس، اریک شینسکی ردیف سوم نشسته: رابرت گیتس، تیموتی گایتنر، هیلاری کلینتون، اریک هولدر